# Verdienter Mitarbeiter im außenpolitischen Dienst
Der Ehrentitel Verdienter Mitarbeiter im außenpolitischen Dienst und die Medaille für hervorragende Leistungen im außenpolitischen Dienst waren geplante, aber nicht realisierte staatliche Auszeichnungen  der Deutschen Demokratischen Republik (DDR). Sie sollten entweder in Form eines Ehrentitels mit Urkunde und einer tragbaren Medaille oder in Form einer Urkunde samt tragbarer Medaille verliehen werden.

## Beschreibung
Das Projekt dieser Auszeichnung wurde offensichtlich 1979 kurz vor ihrer offiziellen Stiftung durch  den Ministerrat der DDR wieder zurückgezogen. Entsprechende Stiftungsordnungen aus dem Gesetzblatt der DDR aus den Jahrgänge 1979 und 1980 fehlen völlig. Selbst in entsprechenden Publikationen, insbesondere dem BI-Taschenlexikon Orden und Medaillen – Staatliche Auszeichnungen der Deutschen Demokratischen Republik von Günter Tautz in der Auflage von 1983 wird dieser Auszeichnung nicht erwähnt.
Die Existenz der Medaille ist anhand zahlreicher Exemplare im freien Handel zu beweisen, doch dürfte die Auszeichnung nicht gestiftet worden sein, als die Staatsführung der DDR von diesem Projekt Abstand nahm. Es ist ungeklärt, aus welchen Gründen sie nicht gestiftet wurde. Auf der anderen Seite könnte sich bei diesem Ehrentitel und der Auszeichnung auch um nichtoffizielle Titulierungen handeln, die aber aufgrund der Außenwirkung einer tragbaren Medaille eher unwahrscheinlich ist, auch weil dieser in erster Linie auch an Botschafter und deren Mitarbeiter verliehen worden wäre.

## Medaille
Die bronzene Medaille, die zusammen mit dem Ehrentitel oder für sich allein genommen verliehen wurde, hatte einen Durchmesser von 30 mm und zeigte auf ihrem Avers auf gekörnten Grund die plastische Darstellung eines erhaben geprägten Globusses mit Längen- und Breitengraden. Das Revers der Medaille zeigte dagegen das Staatswappen der DDR. Getragen hätte man die Medaille an der linken oberen Brustseite an einer rot bezogenen Spange. Deren Saum bestand aus einem 3 mm breiten senkrechten schwarz-rot-goldenen Streifen, wobei die Farbe Schwarz außen stand. Die Interimsspange war von gleicher Beschaffenheit und zeigte zusätzlich die 10 mm durchmessende Miniatur des Staatswappens der DDR in Bronze in ihrer Mitte.